# هیرن
هیرن (به آلمانی: Heeren) یک منطقهٔ مسکونی در آلمان است که در اشتندل واقع شده‌است. هیرن ۵۷۰ نفر جمعیت دارد.